# Cetejus gracilis
Cetejus gracilis es una especie de coleóptero de la familia Passalidae.

## Distribución geográfica
Habita en Bacan (Indonesia).